# Chawalit Yongchaiyut
Le général Chawalit Yongchaiyut, né le 15 mai 1932 dans la province de Nonthaburi (Siam), est un homme d'État thaïlandaise, plusieurs fois ministre et une fois Premier ministre.

## Biographie
Il est commandant en chef de l'Armée royale thaïlandaise de 1986 à 1990, au moment de la guerre des collines contre le Laos. En 1988, il devient ministre de la défense avec rang de vice-premier ministre dans le gouvernement Chatichai Choonhavan, jusqu'en 1991. Il est ensuite ministre de l'intérieur de 1992 à 1994, puis à nouveau ministre de la défense et vice-premier ministre de 1995 à 1996. Le 25 novembre 1996, il devient le 22e Premier ministre de Thaïlande. Il démissionne un an plus tard, le 8 novembre 1997, au plus fort de la Crise économique asiatique.